# Изкуството да бъдеш възрастен
„Изкуството да бъдеш възрастен“ (на английски: The King of Staten Island) е американска трагикомедия от 2020 г. на режисьора Джъд Апатоу, който е съсценарист с Пийт Дейвидсън и Дейв Сирус. Във филма участват Пийт Дейвидсън, Мариса Томей, Бил Бър, Бел Поули, Мод Апатоу и Стийв Бусеми.
Оригинално е предвиден да бъде театрално пуснат в САЩ, филмът е пуснат дигитално чрез видео по поръчка на 12 юни 2020 г. от Universal Pictures. Получава генерално позитивни от критиците, които адмирират изпълнението на Дейвидсън.